# 馬拉特·別克塔耶夫
馬拉特·巴克特扎诺维奇·別克塔耶夫（1977年8月29日—），哈薩克斯坦政治人物。他曾經在2015年12月11日至2016年9月13日期間擔任該國總統辦公廳副主任，並自2016年9月13日起出任中央政府司法部部長。

## 早年生活和教育
別克塔耶夫於1977年8月29日在蘇聯哈薩克蘇維埃社會主義共和國南哈薩克州奇姆肯特（現哈薩克斯坦奇姆肯特）出生，大學時期於哈薩克國立法律大學（現KAZGUU大學）修讀法律學系並在1998年順利畢業，隨後更於2000年取得倫敦政治經濟學院法學碩士（國際商業法律學科組別）。

## 仕途
別克塔耶夫在2001年先後擔任阿拉木圖英國文化協會法律事務顧問以及哈薩克斯坦外交部轄下國家企業「外交使團工作處」某組組長，翌年轉任外交部下屬非公開股份公司「外交使團服務處」處長，其後又於2003年成為該國公務員事務局某處處長和局長顧問。2004年，他短暫出任公務員事務局轄下資訊與評核中心副主任之後，便在同年改任該局下屬國家企業「歐亞公務員培訓中心」副主任以及其後的主任職務直至2006年。
2006年，別克塔耶夫成為哈薩克斯坦副總理顧問，翌年短暫擔任總理顧問之後便於同年6月轉任司法部副部長。2010年4月，他出任司法部行政秘書一職，五年八個月後改任總統辦公廳副主任。2016年9月13日，哈薩克斯坦首任總統努爾蘇丹·納扎爾巴耶夫簽署第331號總統令，任命別克塔耶夫為司法部部長。

## 榮譽
以下是別克塔耶夫曾經獲得的獎章：
- 2011年：庫爾梅特獎章[1]
- 2017年：帕拉薩特獎章[3]
- 2018年：「阿斯塔納20週年」（Астананың 20 жылдығы）紀念獎章[4]
- 2020年：獨立國家聯合體成員國議會大會（Межпарламентская Ассамблея государств – участников Содружества Независимых Государств）「為加強議會間合作」（За укрепление межпарламентского сотрудничества）獎章[1]

## 爭議
2009年某夜，哈薩克斯坦交通警察發現時任司法部副部長別克塔耶夫在醉酒狀態下駕駛汽車，並連續闖過阿斯塔納（現努爾蘇丹）市內幾個路口的紅燈燈號，因而決定於某條道路上將別氏截停和以涉嫌酒後駕駛罪拘捕其。不過別克塔耶夫則指出當時的駕駛者是其朋友而不是他自己，並以某些原因為由拒絕進行藥物檢測。此外阿斯塔納藥物部門專家表示，儘管別氏當晚順利被帶到該處，但專家接著只能被迫透過目視方式檢查涉事者，最後得出結論：別克塔耶夫並不清醒。
隨後負責審理此案的法官認為由於缺乏當時能夠充分證明別氏醉酒駕駛的檢測結果，所以判斷由交通警察提供的音像與視頻材料並不足以使其有罪，最終以「不存在行政違法行為」為由決定停止審訊此案。